# Fernando Moragues y de Manzanos
Fernando Moragues y de Manzanos va néixer a Palma l'any 1856 i va morir al mateix lloc l'any 1931.
Va ser capellà, no se sap si per vocació o per necessitat, i va cursar els seus estudis eclesiàstics a Palma. Una vegada acabats va viatjar Argentina on hi va exercir de missioner. També hi va fundar una parròquia de la qual fou rector. Moragues va ser una persona molt erudita tenint la formació de caràcter autodidacta que va rebre. Així i tot, dominava temes com l'art i la biologia. En aquest camp es coneixen dos articles publicats a los Anales de la Sociedad Española de Historia Natural sobre Insectos de Mallorca (1894) i Coleópteros de Mallorca (1889).
De Mallorca també es va entretenir a fotografiar la vila de Pollença, fotografies que han estat recollides posteriorment per El Gall Editor a través d'una luxosa edició de Fotografies de Pollença dels anys XX. I és que La Pollença que es trobà Fernando Moragues y de Manzanos gaudeix d'un encant i d'una complexitat que no té comparança amb cap altra època històrica. Les seves instantànies abracen un arc cronològic que va des de 1885 a 1928. Essencialment el primer terç del segle xx, encara que més fotografies foren realitzades entre 1920 i 1928. A primer cop d'ull, serà fàcil adonar-se que Moragues es va convertir en un testimoni de primera mà de la transformació qualitativa i gradual que experimentà Pollença en aquelles dates.